# محاري حفيري
محاري حفيري (الاسم العلمي: Pleurotus fossulatus) هو نوع من الفطريات يتبع جنس المحاري من فصيلة المحارية.